# هيرمان ويليام كوينتون
هيرمان ويليام كوينتون (بالإنجليزية: Herman William Quinton)‏ هو سياسي كندي، ولد في 28 أكتوبر 1896، وتوفي في 2 أبريل 1952. حزبياً، نشط في الحزب الليبرالي الكندي. وقد انتخب عضو مجلس الشيوخ الكندي.